# Freiwilligenarmee (Weiße Armee)
Die Freiwilligenarmee (russisch Добровольческая армия /Dobrowoltscheskaja Armija) war ein Großverband der Weißen Bewegung im Russischen Bürgerkrieg. Sie war die Keimzelle der Weißen Armee unter Denikin in Südrussland. 1919 schloss sie sich mit der Großen Armee des Dons zu den Streitkräften Süd-Russland zusammen. Nach dem erfolglosen Angriffsversuch auf Moskau wurde sie auf die Krim zurückgezogen und formal aufgelöst. Ein Teil ihrer Soldaten kämpfte bis 1920 in der Armee Pjotr Wrangels auf der Krim weiter gegen die Bolschewiki.

## Gründung
Nach der Oktoberrevolution im November 1917 erklärten sich die Donkosaken unter ihrem Ataman Alexei Kaledin für unabhängig. Infolgedessen flüchteten zahlreiche Offiziere und Politiker vor der Revolution ins Don-Gebiet. Unter ihnen war auch der ehemalige Stabschef der zaristischen Armee Michail Alexejew, der die Truppen auch unter der Regierung Kerenski weiter führte. Das Ziel Alexejews war der Aufbau einer Organisation zum Sturz der Bolschewiki.
Alexejew reiste mit weiteren vierzig Offizieren ins Dongebiet. Dort wurden die Offiziere anfangs sehr verhalten empfangen. Die Kosaken, die einen eignen Kosakenstaat anstrebten, sahen die nationalistisch gesinnten Militärs als eine Bedrohung ihrer Unabhängigkeitsbestrebungen. Kaledin musste Alexejew und seine Männer sogar zeitweise versteckt halten, um nicht den Widerstand der eigenen Leute auf sich zu ziehen. Im Winter 1917 begann die Rote Garde, das Dongebiet Stück für Stück zu erobern. Die Kosaken waren kaum motiviert, ihr Gebiet gegen die Roten Truppen zu verteidigen, und Kaledins Regime stieß auf wenig Unterstützung. Insbesondere von der Front heimkehrende Kosaken wollten nicht mehr am Krieg teilnehmen. Um gegen die vorrückenden Bolschewiki vorzugehen, ließ Kaledin Alexejew gewähren. Dieser hatte seine Organisation mittlerweile auf 500 Offiziere erweitert. Auch der ehemalige Putschist gegen die Kerenski-Regierung Lawr Kornilow war hinzugestoßen. Beide kamen überein, das Kommando zu teilen. Alexejew war nominell Kornilows Vorgesetzter und war für politische und finanzielle Fragen zuständig. Kornilow selbst wurde der Befehl über die Truppen übertragen. Am 9. Dezember 1917 gelang es unter der Führung der Offiziere, die sich den Namen Freiwilligenarmee gaben, Rostow am Don eine wichtige Stadt im Dongebiet von den Roten zurückzuerobern. In Rostow selbst blieb die Stimmung gegenüber der Freiwilligenarmee unter dem Volk feindselig. Denikin berichtet, dass wiederholt Angehörige der Freiwilligenarmee, die sich zufällig in Arbeiterviertel verirrten, von dort nicht zurückkehrten.

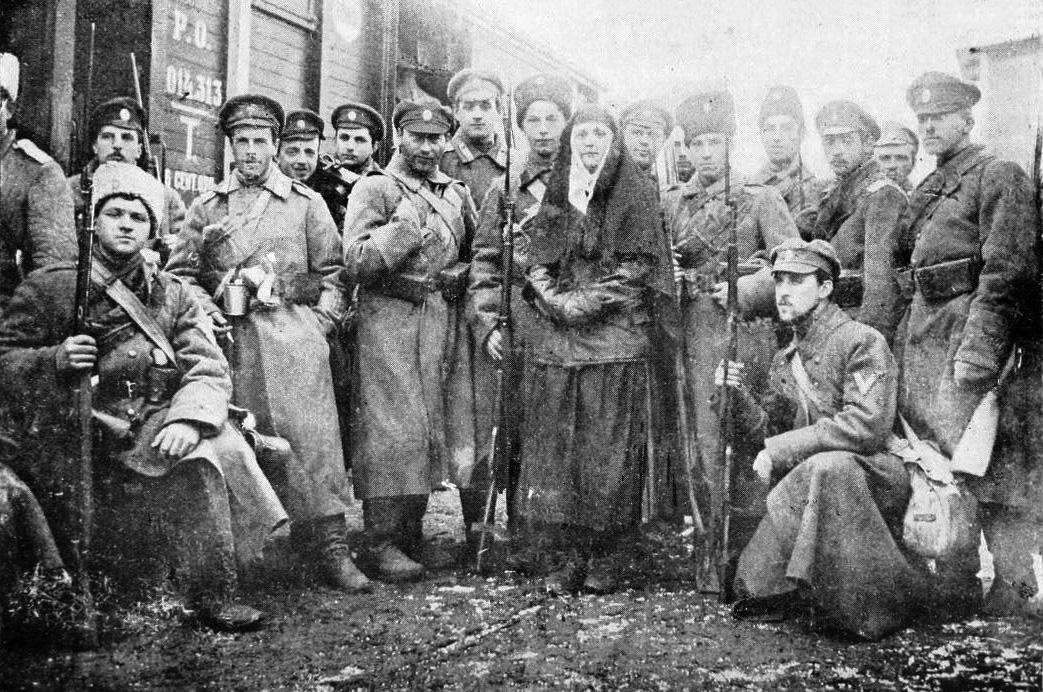
Einheit der Freiwilligenarmee

Während ihres Aufenthalts am Don wuchs die Armee auf rund 4.000 Kämpfende an. Vor allem Offiziere und Studenten meldeten sich freiwillig. Eine interne Aufstellung über die Herkunft der Truppen besagte, dass mehr als 90 % der Soldaten ehemalige Offiziere waren und nur eine verschwindend geringe Zahl vorher als einfache Soldaten gedient hatten. Die Freiwilligen waren durch die Revolution ihrer Lebensperspektive in der alten Gesellschaft und meist auch ihres materiellen Besitzes beraubt worden. Daraus nährte sich ihr Willen, gegen die neuen Machthaber zu kämpfen. Häufig spielte auch Rache eine Rolle. Zahlreiche Freiwillige, die meist der Klasse der „Bourgeoisie“ entstammten, hatten ihre Familienmitglieder durch den Roten Terror der Bolschewiki verloren. Ein Freiwilliger fasste seine Gefühle gegenüber den Bauern, die sich das Land der Gutsbesitzer angeeignet hatten, und den Bolschewiki wie folgt zusammen: „Das sind die Leute, die unsere alten Mahagonistühle zertrümmert haben. Das sind die Leute, die meine Lieblingsbücher zerrissen haben, die ich als Student auf der Sucharewka kaufte. Das sind die Leute, die unseren Obstgarten abgeholzt und die Rosen ausgerissen haben, die Mama einst gepflanzt hat. Das sind die Leute, die unser Haus niedergebrannt haben.“
Bei den Kämpfen um Rostow fanden die Weißen auch immer wieder bestialisch ermordete und verstümmelte Soldaten der Freiwilligenarmee oder ihrer Familienangehörigen. Häufig kam es infolge solcher Funde zu Vergeltungsmaßnahmen an gefangenen Rotarmisten. Denikin berichtet in seinen Memoiren über die ersten Erfahrungen mit solchen Funden: „Bald wurde bekannt, dass die Bolschewiki alle Freiwilligen töteten, die sie gefangen genommen hatten, daran gab es keinen Zweifel. Mehr als einmal fanden die Freiwilligen an den Orten, die von Hand zu Hand gingen, die entstellten Leichen ihrer Mitstreiter, hörten die erschreckende Geschichte von Zeugen dieser Morde, die wie durch ein Wunder aus den Händen der Bolschewiken gerettet worden waren. Ich erinnere mich daran, wie schrecklich es mir erging, als sie das erste Mal acht gefolterte Freiwillige aus Bataysk mitbrachten – zerhackt, verstümmelt, mit entstellten Gesichtern, in denen ihre Lieben vor Trauer deprimiert kaum noch ihre ursprünglichen Züge erkennen konnten.“

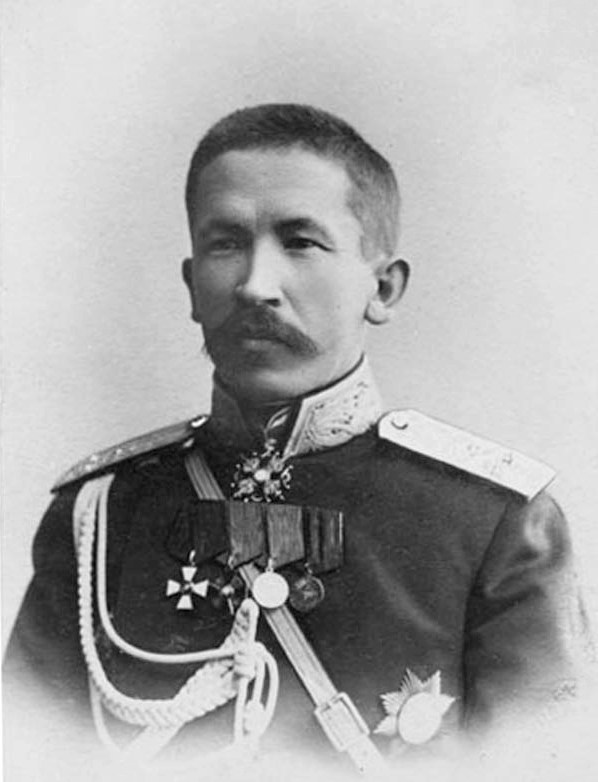
Lawr Georgijewitsch Kornilow. Anführer der Freiwilligenarmee bis zu seinem Tod während des Eismarsches.

## Der „Eismarsch“ oder auch der Erste Kuban-Feldzug
Trotz der anfänglichen militärischen Erfolge ließ sich das Dongebiet nicht gegen die Roten halten. Die kriegsmüden Kosaken weigerten sich zu kämpfen. Ebenso verweigerte die städtische Bevölkerung der Freiwilligenarmee ihre Unterstützung. In den Städten kam es auch zu Streiks der Arbeiter gegen die Präsenz der Offiziere. Diesen Streiks folgten Ausschreitungen gegen wohlhabende Bürger. Die Freiwilligenarmee reagierte darauf mit Terror in Form von Erschießungen und Verstümmelungen. Am 29. Januar beging Ataman Kaledin aufgrund der hoffnungslosen Lage Selbstmord. Am 24. Februar 1918 beschlossen Alexejew und Kornilow, sich mit ihrer Armee zum Kosakengebiet am Kuban durchzuschlagen. Sie hofften mit der Unterstützung der dortigen Bevölkerung eine neue Basis aufzubauen. Am 23. Februar hatten die Sowjets Rostow zurückerobert und zwei Tage später konnten sie mit der Eroberung von Nowotscherkassk das Dongebiet vollständig unter ihre Kontrolle bringen.
Die Freiwilligenarmee zog sich derweil mit 4.000 Bewaffneten und einer unbekannten Anzahl von Angehörigen der Soldaten und Zivilisten durch die vereiste Steppe, oft in kilometerlangem Gänsemarsch, auf den Kuban zurück. Während des Marsches kam es zu zahlreichen Zusammenstößen mit den örtlichen Bauern. Diese waren der Freiwilligenarmee feindlich gesinnt und verfolgten ihre Soldaten, soweit sie sich gegen sie erwehren konnten. Die Freiwilligen reagierten wiederum mit Terror in Form von Folter, Verstümmelungen und Erschießungen. Ebenso plünderte die Armee Lebensmittel, um sich selbst zu ernähren. Wrangel fasste den Umgang mit den Dörflern wie folgt zusammen : „Wir brachten weder Verzeihung noch Frieden, sondern allein das grausame Schwert der Rache“.

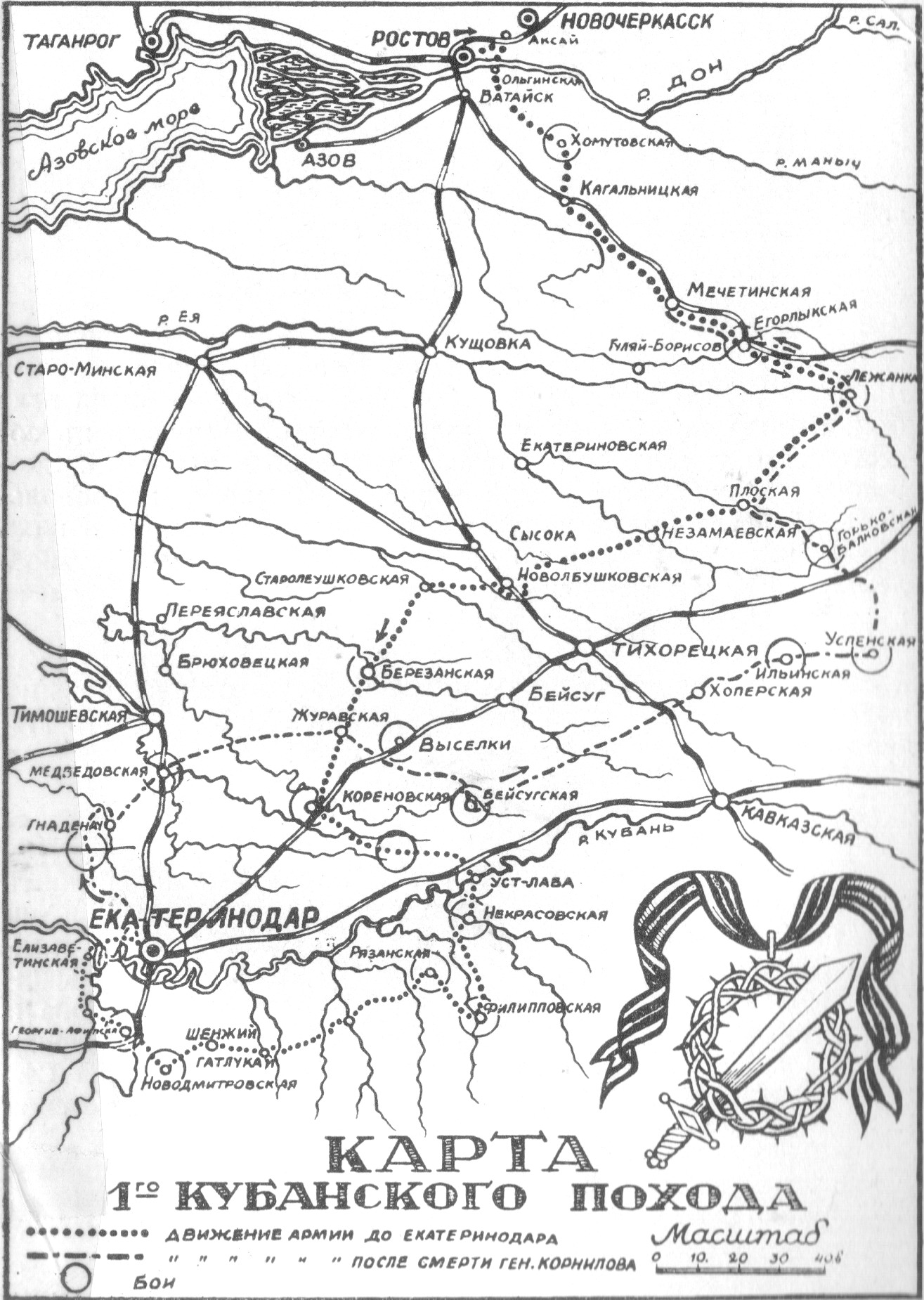
Karte des „Eismarsches“ der Freiwilligenarmee

Im Kubangebiet angekommen, schlossen sich der Armee 3.000 Kosaken an. Mit einer Stärke von nun 7.000 Mann versuchte Kornilow, die Hauptstadt der neugegründeten Nordkaukasischen Sowjetrepublik Jekaterinodar zu erobern. Die Truppen konnten sich gegen die 18.000 roten Verteidiger der Stadt allerdings nicht durchsetzen. Kornilow wurde durch einen Artillerietreffer auf sein Hauptquartier getötet. Der neue Kommandeur der Armee wurde Denikin. Dieser gab den Befehl sich wieder an den Don zurückzuziehen. Infolge der Gefechte war die Armee wieder auf ihre Ausgangsstärke von rund 4.000 Mann zusammengeschmolzen. Die Armee musste in Ermangelung von Transport- und Versorgungsmöglichkeiten außerdem 200 Verwundete bei Jekaterinodar zurücklassen. Lenin verkündete nach dem Tod Kornilows dem Moskauer Sowjet: „Es kann mit Sicherheit gesagt werden, dass der Bürgerkrieg im Großen und Ganzen beendet ist“.
Bei Beginn des Feldzuges im Februar setzte sich die Armee aus folgenden Gruppen zusammen:
1. Kornilow-Kampfregiment (Oberstleutnant Neschentzjew)
2. St. Georgs-Reserve-Regiment – aus einem kleinen Offizierskader, das aus Kiew eingetroffen war. (Oberst Kirienko).
3. Erste, Zweite und Dritte Offiziersbataillon – aus Offizieren, die sich in Nowotscherkassk und Rostow eingefunden hatten (Oberst Alexander Kutepow, die Oberstleutnants Borissow und Lawrentjew, später Oberst Simanowski).
4. ein Junker-Bataillon – hauptsächlich aus den Junkerschulen der Hauptstadt und Kadetten. (Stabskapitän Parfenow)
5. Rostower Freiwilligenregiment – aus der studentischen Jugend von Rostow. (Generalmajor Borowskij).
6. Zwei Kavalleriedivisionen. (Oberst Wassili Hoerschelmann und Peter Wladimir von Glasenapp).
7. Zwei Artilleriebatterien – hauptsächlich aus Junkern und Offizieren der Artillerieschule. (Oberstleutnants Miontschinski und Erogin).
8. Eine ganze Reihe kleiner Einheiten, wie die „Meereskompanie“ (Hauptmann 2. Ranges Potemkin), eine Ingenieurkompanie, ein tschechoslowakisches Ingenieurbataillon, die „Todesdivision“ der Kaukasischen Division (Oberst Schirjajew) und mehrere Freischärler Einheiten, die sich nach ihren Kommandeuren benannten.[3]

## Zweiter Kuban-Feldzug

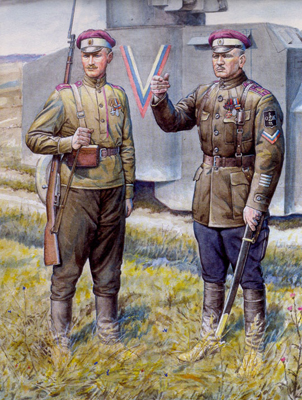
Schütze (links) und Kavallerist (rechts) in der typischen Uniform der Drosdowzy. Die Drosdowzy-Truppen gehörten zu den privilegierten „Farbtragenden“ im Weißen Süden: Offiziere und untere Ränge trugen karmesinrote Mützen mit weißem Rand und karmesinrote Epauletten mit weißem Besatz und dem gelben Buchstaben „D“.

Während des Eismarsches hatte sich die Situation am Don unabhängig von der Niederlage der Freiwilligenarmee zu Gunsten der Weißen verändert. In wenigen Wochen hatte die Herrschaft der Bolschewiki die Kosaken in die bewaffnete Rebellion getrieben. Die Bolschewiki beschlagnahmten Lebensmittel, plünderten die Kosakendörfer und erschossen wahllos Geiseln, die sie als politisch missliebig betrachteten. Außerdem wurden Kirchen überfallen und Priester ermordet oder verstümmelt. Zeitgleich mit dem Beginn des Eismarsches hatten die Deutschen eine Großoffensive (Operation Faustschlag) gestartet, um die Sowjetregierung zu einem für das Kaiserreich günstigen Friedensschluss zu zwingen. Die Offensive endete am 2. März mit dem Diktatfrieden von Brest-Litowsk. Dadurch brachten die Deutschen weite Teile des Dongebiets unter ihre Kontrolle und unterbrachen die Eisenbahnverbindungen des Dongebiets mit Zentralrussland. Sie unterstützten den Ataman Pjotr Krasnow, der sich an die Spitze der aufständischen Kosaken stellte. Krasnow hatte einen von den Deutschen gestützten unabhängigen Kosakenstaat zum Ziel. Er erhielt im Austausch für Getreide Waffen aus deutschen Beständen. Dadurch wurden die Bolschewiki über den Don nach rund zehn Wochen zurückgeschlagen. In diesem Klima konnte sich die Freiwilligenarmee am Don neu gruppieren. Sie wuchs auch zahlenmäßig durch das Eintreffen neuer Freiwilliger und 3000 Mann der alten russischen Armee, die vom Rumänischen Kriegsschauplatz heimkehrten. Es handelte sich dabei um eine von Michail Drosdowski gebildete Kampfeinheit, die nach ihm benannten „Drosdowzy“. Unter Leitung von Drosdowski hatte sich der Verband durch den Süden der Ukraine von Jassy bis an den Don durchgeschlagen. Die Einheit war bestens bewaffnet und führte neben zahlreicher Artillerie auch Panzerwagen, Flugzeuge und Sanitätsfahrzeuge mit sich. Die sich vorrangig aus Offizieren und Angehörigen von Stoßtruppen zusammensetzenden Drosdowzy galten innerhalb der Freiwilligen Armee aufgrund ihrer Kampfkraft und Zuverlässigkeit als Eliteeinheit. Die Freiwilligen Armee wuchs während ihres zweiten Aufenthalts am Don von 4000 auf 7000 Bewaffnete an.
Denikin befahl seinen erstarkten Truppen, erneut ins Kubangebiet einzumarschieren. Dort standen sie roten Truppen von insgesamt 80.000–100.000 Mann gegenüber. Die Situation war allerdings eine völlig andere als noch wenige Monate zuvor. Die Bolschewiki hatten ebenso wie am Don durch Plünderungen, Nahrungsmittelrequirierungen und politisch motivierten Terror die Bevölkerung gegen sich aufgebracht, so dass auf ihre eingezogenen Rekruten wenig Verlass war. Die Kubanregion verfügte auch über wenig Industriestädte, so dass nur auf wenige Arbeiter zurückgegriffen werden konnte. Ebenso wie am Don waren durch die deutsche Intervention und die Kosakenaufstände die Verkehrsverbindungen nach Zentralrussland abgeschnitten. Somit konnte keine Verstärkung und kein Nachschub aus den Hochburgen der Bolschewiki herangebracht werden. Das Kommando der Roten Armee führte ihre Streitkräfte noch mehr ins Chaos. Ihr erster Befehlshaber K. I. Kalnin, Fähnrich im Weltkrieg, wurde wegen Unfähigkeit abgesetzt. Sein Nachfolger Sorokin ließ einen untergebenen Kommandeur nach einem Streit erschießen und sorgte dann mit einem misslungenen Putschversuch gegen die Bolschewiki für kompletten Zerfall der Befehlsstrukturen. Den professionellen Militärs der Freiwilligenarmee und der Kosaken gelang es in infolgedessen, rasch den Sowjets die Kontrolle über das Gebiet zu entziehen.
Zu Beginn des Feldzuges fiel bei dem Angriff auf die Eisenbahnlinie bei Salsk einer der Gründer der Freiwilligenarmee, General Sergei Markow. Die Weiße Bewegung verlor mit ihm einen ihrer begabtesten Anführer.
Am 18. August 1918 eroberte die Freiwilligenarmee Jekaterinodar. Die Einnahme des Kubans bedeutete für die Armee ein rasches Wachstum. Ihr schlossen sich weitere Freiwillige an, doch Denikin ordnete auch eine Einziehung der Kubankosaken an. Im September 1918 war die Freiwilligenarmee auf rund 35.000 – 40.000 Mann angewachsen, auch wenn dadurch ihr eigentlicher Charakter als Freiwilligenverband hoch motivierter Berufssoldaten teilweise verloren ging.

## Marsch auf Moskau

Karte mit der Aufstellung der roten und weißen Armeen und den Plänen der weißen Armee zur Eroberung Moskaus – der so genannten „Moskau-Offensive“ (Sommer 1919)

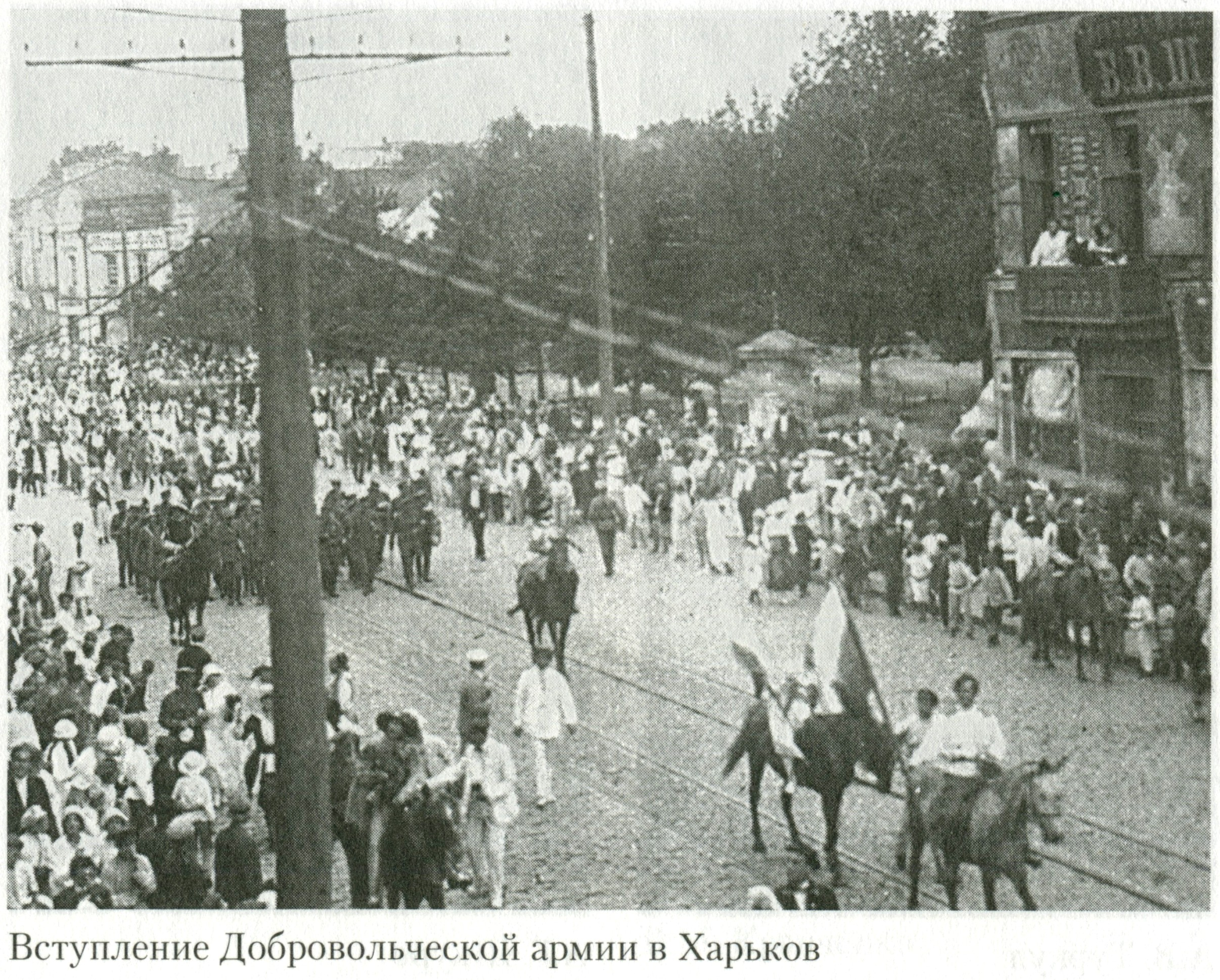
Die Freiwilligenarmee in Charkow, 25. Juni 1919

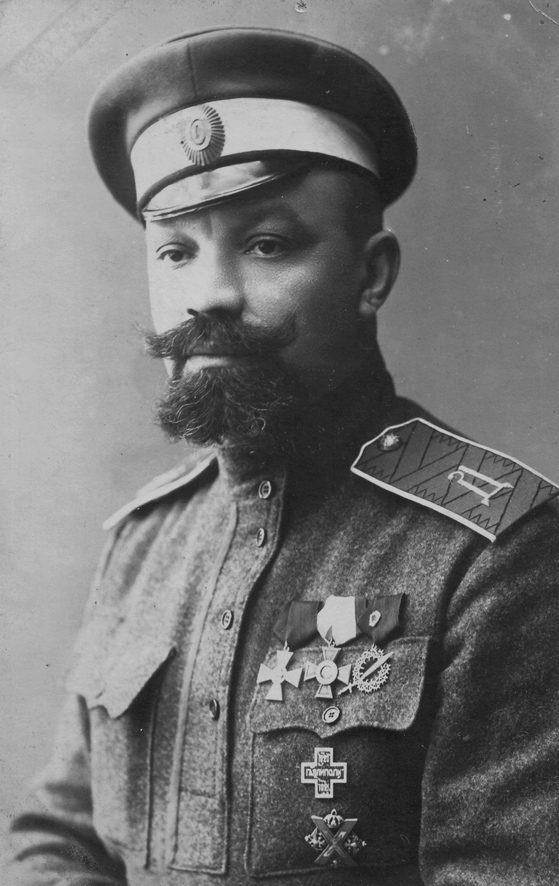
Alexander Kutepow, er löste General Mai-Majewski nach dem Scheitern der Offensive auf Moskau ab

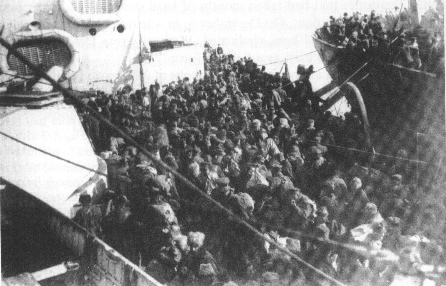
Evakuierung der Weißen Armee aus Noworossijsk 1920

Am 8. September 1918 verstarb Alexejew an einem Herzinfarkt, und Denikin übernahm nun sowohl die politischen als auch die militärischen Geschicke der Armee. Denikins Versuch, sämtliche Weiße in den Bewaffneten Kräften Südrusslands unter seinem Kommando zu vereinigen, standen jedoch die Unabhängigkeitsbestrebungen der Kosaken unter Krasnow entgegen. Insbesondere die pro-deutsche Haltung Krasnows machte ihn in den Augen der Offiziere der Freiwilligenarmee zu einem Verräter, der mit dem alten Kriegsgegner aus dem Ersten Weltkrieg gemeinsame Sache machte. Denikin selbst wurde gegenüber Krasnow sogar ausfallend: „Das Dongebiet ist eine Prostituierte, die sich selbst an jeden verkauft, der bereit ist zu zahlen.“ Beide Seiten befanden sich in einem gegenseitigen Abhängigkeitsverhältnis gegen ihren gemeinsamen Feind, militärisch fochten sie jedoch getrennt. Die Don-Armee der Kosaken versuchte erfolglos, Zarizyn zu erobern. Währenddessen gelang es der Freiwilligenarmee zusammen mit örtlichen Kräften, die desorganisierte Armeegruppe im Nordkaukasus zu schlagen und die Region unter ihre Kontrolle zu bringen. Sie eroberten Grosny am 5. Februar 1919 und Wladikawkas am 10. Februar 1919. Dadurch erhielten sie Verbindung mit dem Kosakengebiet am Terek. Sie machten bei diesem Feldzug rund 50.000 Gefangene und erbeuteten große Mengen an Kriegsmaterial.
Der Rückzug der deutschen Truppe nach der Novemberrevolution beraubte Krasnow seiner auswärtigen Unterstützer. Durch die Niederlagen gegen die Rote Armee wurde seine Armee demoralisiert und er als Führer unmöglich gemacht. Gleichzeitig begann Großbritannien, Denikin materiell zu unterstützen. Krasnow war für sie aufgrund seiner Nähe zu den Deutschen nicht als Verhandlungspartner tragbar. Krasnows Donarmee schmolz aufgrund dieser Faktoren von rund 50.000 auf rund 15.000 Bewaffnete im Februar 1919 zusammen. Krasnow trat am 15. Februar 1919 zurück und setzte sich nach Deutschland ab. Sein Nachfolger Ataman Bogajewski ordnete sich Denikin völlig unter. Die Kosaken waren militärisch von der Freiwilligenarmee abhängig geworden. Bereits im Januar hatte Denikin Teile der Armee aus der Kaukasuskampagne gelöst. Diese verteidigte unter der eigentlichen Bezeichnung Freiwilligenarmee das Dongebiet gegen die vorrückenden Roten Truppen. Die im Kaukasus verbliebenen Teile des Verbandes setzten ihren Feldzug als Kaukasische Freiwilligenarmee fort. Denikin konnte sich nun als Oberbefehlshaber durchsetzen und fasste die Streitkräfte der Freiwilligen und der Kosaken in den Bewaffneten Kräften Südrusslands unter seinem Kommando zusammen.
Die Verteidigung des Dongebiets durch die Freiwilligenarmee, nun unter dem Befehl von Wladimir Mai-Majewski, verlief sehr erfolgreich. Die Freiwilligen konnten durch intensive Nutzung des im Donezbecken vorhandenen Eisenbahnnetzes durch rasche Verlegung ihrer Einheiten ihre zahlenmäßige Unterlegenheit wettmachen. Im Sommer hatte sich die militärische Lage so zugunsten der Weißen gedreht, dass Denikin wieder in die Offensive übergehen wollte. Er ließ seine Truppen auf Moskau marschieren, um den Bürgerkrieg endgültig für sich zu entscheiden. Die Freiwilligenarmee sollte, umgruppiert zu drei Divisionen mit einer Gesamtstärke von 20.500 Soldaten, die Speerspitze des Vormarsches bilden. Sie eroberte am 13. Juni Charkow, am 20. September Kursk und nahm am 14. Oktober Orjol ein. In Moskau wurde wegen dieser Bedrohung das Kriegsrecht ausgerufen, und Trotzki sah die wichtigste Stadt der sowjetische Kriegsindustrie Tula gefährdet. Andere Verbände Denikins brachten weite Teile der Ukraine inklusive ihrer Hauptstadt Kiew unter ihre Kontrolle.
Ein Gegenangriff der Roten Südfront unter Alexander Jegorow eroberte aber am 20. Oktober Orjol zurück und warf die Freiwilligenarmee zurück. Die Sowjets boten rund 100.000 Soldaten auf, darunter die Elitetruppe der Lettischen Schützen. Nach diesem Erfolg gelang es der Roten Reiterarmee unter Semjon Budjonny, südöstlich von Orjol die Stadt Woronesch zu erobern. Dadurch drohte die Freiwilligenarmee vom Nachschub am Don abgeschnitten zu werden. Daraufhin trat sie den Rückzug an. Die Weißen konnten daraufhin ihre Stellungen nicht mehr konsolidieren. Die Verlautbarung der britischen Regierung unter Lloyd George, Denikin nicht weiter zu unterstützen, brachte die Moral der Truppen endgültig zum Zusammenbruch. Der Befehlshaber der Freiwilligenarmee Mai-Majewski verfiel dem Alkoholismus und wurde durch Kutepow abgelöst. Die Freiwilligenarmee zog sich nun ungeordnet nach Süden zurück.
Die Bevölkerung im rückwärtigen Gebiet war ihr fast ausnahmslos feindlich gesinnt. Die Weißen hatten kein geordnetes Nachschubsystem, deshalb requirierten die Einheiten ihre Nahrungsmittel unter der örtlichen Bevölkerung. Ebenso zogen sie bei Bedarf Rekruten zwangsweise ein. Dies wurde in der Praxis zu einem Freischein für Plünderung und Repressionen an der Zivilbevölkerung. Die Freiwilligenarmee wurde im Volksmund in den besetzten Gebieten als „Raubarmee“ verballhornt. Die Freiwilligenarmee richtete auf ihrem Rückzug Massaker und Gräueltaten unter der Zivilbevölkerung an. Ein Feldgeistlicher der Armee bezeichnete sie in einem Brief als „räuberische Armee“ und als „Bande“. Ebenso sind mehrere Massaker an der jüdischen Bevölkerung belegt. Die Freiwilligenarmee war zu ihrer Gründung keine antisemitische Organisation, Juden wurden 1918 aufgenommen und waren auch unter den Veteranen des Eismarsches. Im Laufe des Bürgerkriegs wurde jedoch Denikin von seinen Generälen gedrängt, alle Juden aus der Armee auszuschließen. Auch kamen zahlreiche Mitarbeiter der weißen Propagandabehörde OSWAG, die vor allem antisemitische Pamphlete und Plakate verbreitete, aus der Freiwilligenarmee.

## Evakuierung
Die Geschichte der Freiwilligenarmee endete mit ihrer Evakuierung aus Noworossijsk im April 1920. Die Freiwilligen wurden gegenüber den Kosaken bevorzugt behandelt. 19.300 Angehörige der Armee wurden auf die Krim evakuiert. Im Rahmen der Evakuierung zwang der Kommandeur der Armee Kutepow, Denikin erst nach der Evakuierung des letzten Freiwilligen die Schiffe zu besteigen, und nahm ihm so die letzte verbliebene Autorität als Oberbefehlshaber. Wrangel übernahm die Freiwilligen als Teil seiner Russischen Armee auf der Krim. Er vermied es aber den Begriff Freiwilligenarmee weiter zu verwenden, da sie sich in seinen Augen durch ihre Ausschreitungen gegen die Zivilbevölkerung untragbar gemacht hatte.

## Kommandeure
| Dienstgrad             | Name                               |
| ---------------------- | ---------------------------------- |
| Generalmajor           | Michail Gordejewitsch Drosdowski   |
| Generalleutnant        | Anton Iwanowitsch Denikin          |
| Generalleutnant        | Pjotr Nikolajewitsch Wrangel       |
| General der Infanterie | Michail Wassiljewitsch Alexejew    |
| General der Infanterie | Lawr Georgijewitsch Kornilow       |
| Generalleutnant        | Wladimir Senonowitsch Mai-Majewski |
| General der Infanterie | Alexander Pawlowitsch Kutepow      |